# Ana Maria Rey
Ana Maria Rey (* 1976) je kolumbijská teoretická kvantová fyzička, profesorka na University of Colorado v Boulderu, členka Joint Institute for Laboratory Astrophysics (JILA), členka National Institute of Standards and Technology (NIST) a členka Americké fyzikální společnosti. Rey byla první hispánskou ženou, která v roce 2019 získala cenu Blavatnik Awards pro mladé vědce.
Rey jako teoretická fyzička pracuje na rozhraní atomové, molekulární, optické fyziky, fyziky kondenzovaných látek a kvantové informační vědy. Používá matematické modely k popisu komplexního chování přírody. Svůj výzkum zaměřuje na ultrachladné optické mřížové systémy, na kvantové simulace a kvantové informace. Její výzkum by v budoucnu umožnil přípravu rozsáhlých vazeb mezi atomy.

## Vzdělání
V roce 1999 Rey získala bakalářský titul ve fyzice na Universidad de los Andes v Bogotě s vyznamenáním (magna cum laude - s velkou chválou).  29. července 2000 se vdala a emigrovala do Spojených států.
V roce 2004 získala titul Ph.D. z fyziky na Marylandské univerzitě sídlící ve městě College Park ve státě Maryland.  V letech 2004 až 2005 byla postdoktorandkou v Národním institutu standardů a technologie (NIST) ve skupině Charlese W. Clarka.
V letech 2005 až 2008 pracovala jako postdoktorandka na Institutu pro teoretickou atomovou, molekulární a optickou fyziku v Harvard-Smithsonian Center for Astrophysics (ITAMP) na Harvardově univerzitě v USA.

## Výzkum a kariéra
V roce 2008 nastoupila na katedru fyziky University of Colorado Boulder, kde zpočátku pracovala jako výzkumná asistentka JILA a posléze jako docentka. V roce 2012 byla povýšena na JILA Fellow a v roce 2017 přešla na pozici mimořádné profesorky.

### Oblasti a cíle výzkumu

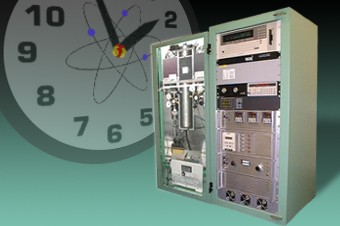
Atomové hodiny

- Atomové hodinyPracuje na vývoji nových technik pro řízení kvantových systémů a jejich aplikací od kvantových simulací a informací až po časové a frekvenční standardy. Její výzkum je často přímo aplikovatelný na nejmodernější experimenty, zejména na atomové hodiny (přesné hodiny, které měří čas na základě rezonanční frekvence atomů), kvantové výpočty a přesná měření.

- Její snahou je zkonstruovat plně ovladatelné kvantové systémy schopné napodobit požadované skutečné materiály a také vyvinout pokročilé a nové měřicí techniky schopné zkoumat atomové kvantové systémy na základní úrovni.
- Její výzkum nerovnovážných kvantových jevů vedl k průkopnickým měřením kvantového kódování informací a syntéze magnetických a topologických kvantových materiálů.
- Vyvíjí se svým týmem komplexní teoretický rámec pro opticko-mřížkový kvantový počítač založený na kovech alkalických zemin. Navrhli řešení klíčových problémů ukládání, adresování a transportu qubitů (kvantová verze klasického bitu ve výpočetní technice).

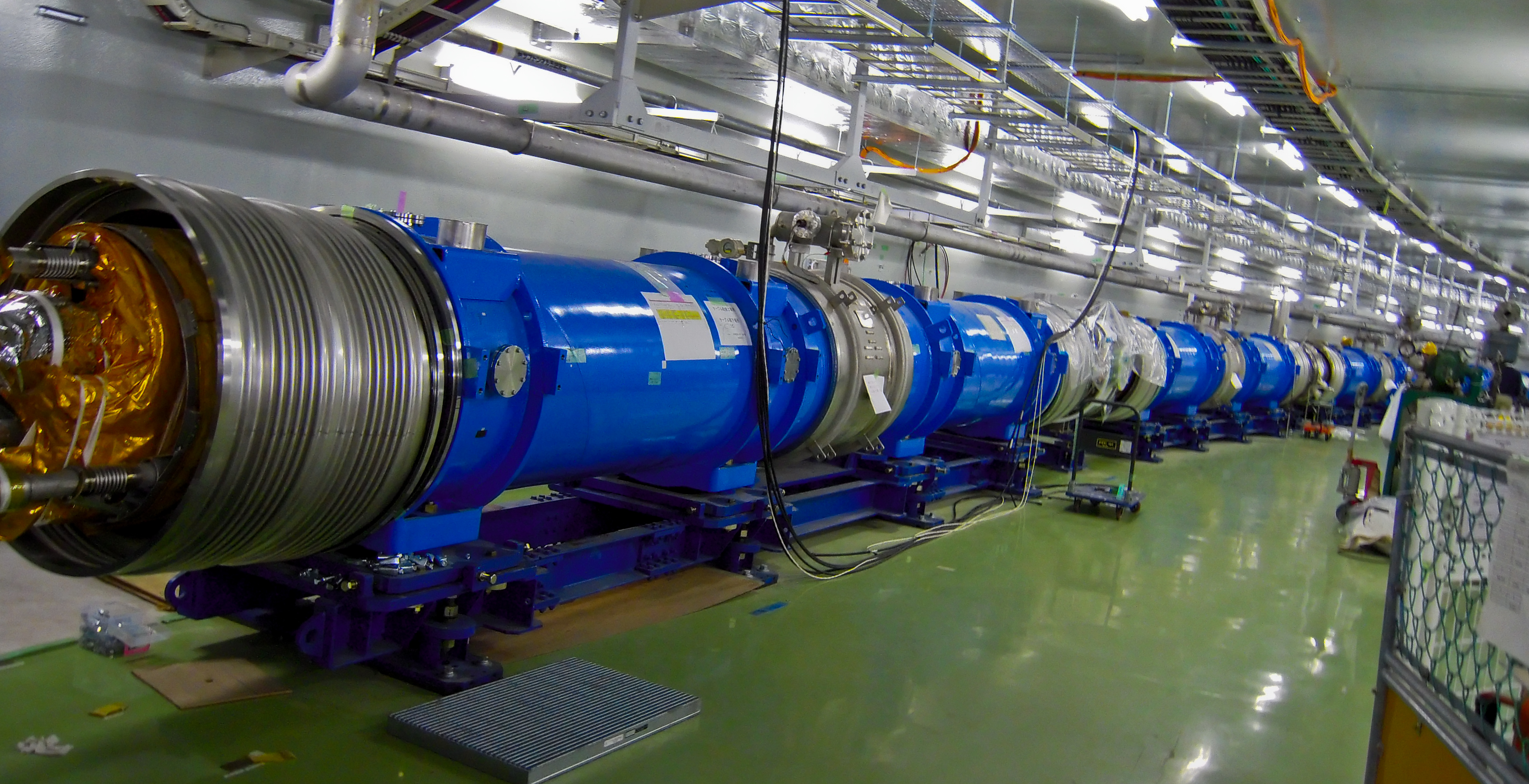
Supermagnet J-PARC

- Supermagnet J-PARCNa základě úzké spolupráce napříč fyzikální komunitou je její základní výzkum optických mřížek využíván experimentátory k simulaci, manipulaci a kontrole nových stavů hmoty, včetně kvantových magnetů, supratekutin (kapalina s nulovou viskozitou) a izolátorů (elektricky nevodivý materiál). Tyto stavy hmoty jsou důležité pro pochopení kvantových jevů, jako je supravodivost (jev kvantové mechaniky, při němž materiál ochlazený pod svou kritickou teplotu (TC) vede elektrický proud bez odporu).
- Nyní pracuje na vyřešení rozsáhlého provázání atomů, ke kterým dochází, když se kvantové stavy dvou nebo více atomů spojí jak pro komunikaci, tak pro výpočet. Rozsáhlé provázání atomů je nutné pro kvantový počítač.
- Zahájila také výzkum fyziky kondenzovaných látek, který je slibný pro nové teoretické přístupy ke kvantovým jevům.

### Základní témata výzkumu

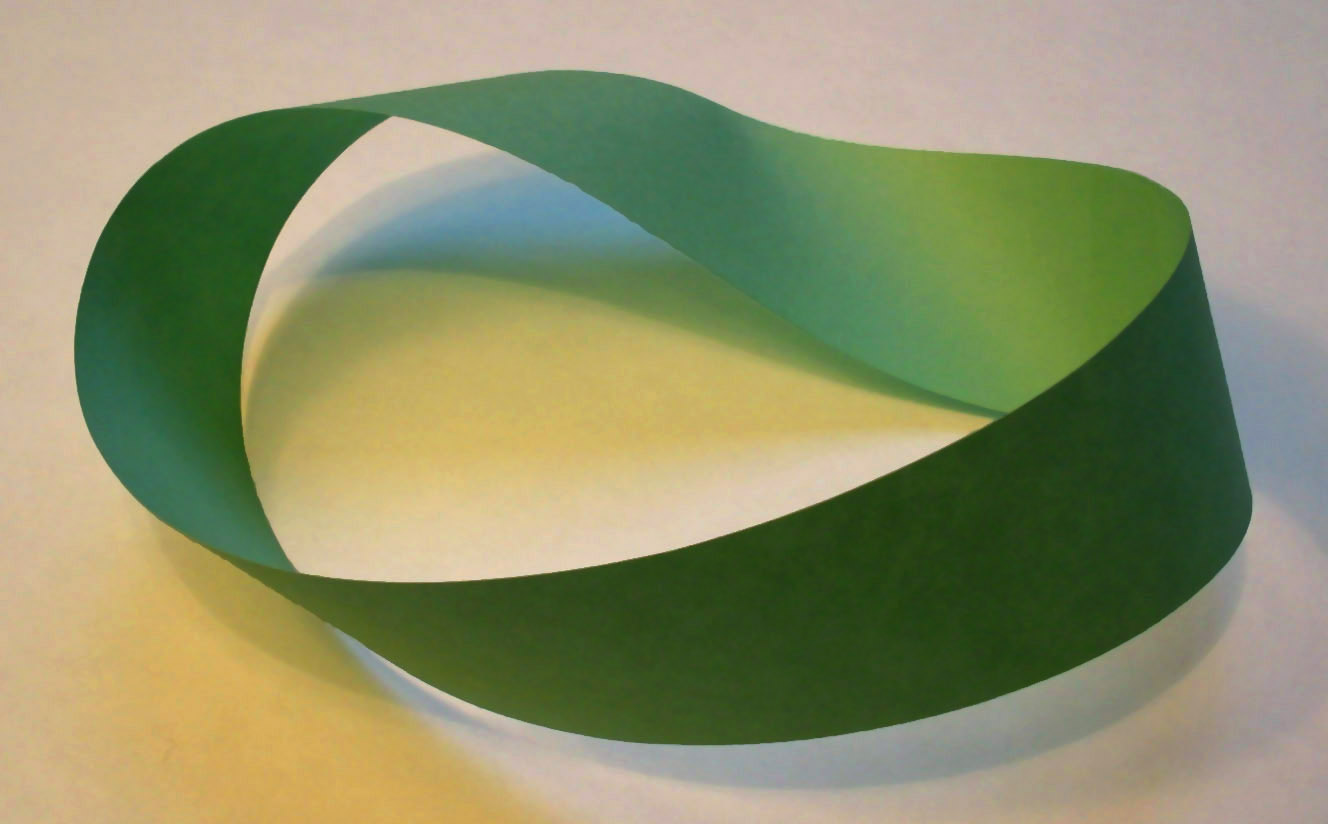
Möbiova páska (topologický objekt, který má jen jednu hranu a jednu stranu)

- Möbiova páska (topologický objekt, který má jen jednu hranu a jednu stranu)Orbitální kvantový magnetismus - výzkum AMO (Atomic-Molecular-Optical) systémů
- Kvantová metrologie - výzkum optických hodin
- Topologická kvantová hmota - výzkum stavů hmoty, které jsou charakterizovány pojmem topologického uspořádání.
- Otevřené kvantové systémy a kvantové stavové inženýrství - výzkum využití dalších stupňů volnosti ve složitějších kvantových systémech jako spouštěčů pro ovládání, manipulaci a sondování látek.

### Ocenění a vyznamenání
- 2013 MacArthur Fellowship
- 2013 Prezidentská cena za počátek kariéry pro vědce a inženýry
- 2013 Cena Great Minds in STEM pro nejslibnějšího vědce
- 2014 Národní hispánský vědec roku
- 2014 Cena Maria Goeppert-Mayer Americké fyzikální společnosti.
- 2019 Cena Blavatnik pro mladé vědce

## Vybrané publikace
Nejcitovanější publikace AM Rey k dnešnímu dni jsou:
- S Trotzky, P Cheinet, S Fölling, M Feld, U Schnorrberger, AM Rey: Časově rozlišené pozorování a řízení supervýměnných interakcí s ultrastudenými atomy v optických mřížkách. (2008) Věda 319 (5861), 295-299
- AV Gorshkov, M Hermele, V Gurarie, C Xu, PS Julienne, J Ye, P Zoller: Dvouorbitální SU (N) magnetismus s ultrastudenými atomy alkalických zemin. (2010) Fyzika přírody 6 (4), 289-295
- B Yan, SA Moses, B Gadway, JP Covey, KRA Hazzard, AM Rey, DS Jin: Pozorování dipolárních spinových interakcí s polárními molekulami omezenými mřížkou. (2013) Příroda 501 (7468), 521-525
- JG Bohnet, BC Sawyer, JW Britton, ML Wall, AM Rey, M Foss-Feig: Kvantová spinová dynamika a generování provázání se stovkami zachycených iontů. (2016) Věda 352 (6291), 1297-1301
- M Gärttner, JG Bohnet, A Safavi-Naini, ML Wall, JJ Bollinger, AM Rey: Měření korelací mimo časový řád a více kvantových spekter v zachyceném iontovém kvantovém magnetu. (2017) Fyzika přírody 13 (8), 781-786
- X Zhang, M Bishof, SL Bromley, CV Kraus, MS Safronova, P Zoller: Spektroskopické pozorování SU (N)-symetrických interakcí v orbitálním magnetismu Sr. (2014) Věda 345 (6203), 1467-1473